# Aulas (Caria)

Mapa de algunas de las ciudades griegas de Caria y de algunas islas del Dodecaneso, donde se aprecia la ubicación de Aulas, en la zona meridional de Caria.

Aulas (en griego, Αὐλαί) fue una antigua ciudad de Caria. 
Se conoce a través de testimonios epigráficos. Perteneció a la Liga de Delos puesto que aparece mencionada en los registros de tributos a Atenas entre los años 454/3 y 414/3 a. C. donde pagaba un phoros de 500 dracmas.
También se menciona en una inscripción de la Perea Rodia consistente en un decreto honorífico del siglo I a. C. Se ha sugerido que Aulas debió localizarse en la actual población turca de Orhaniye.